# Luca Genovese
Pour les articles homonymes, voir Genovese.
Luca Genovese (né en 1977 à Montebelluna) est un auteur de bande dessinée italien actif depuis le début des années 2000. Il travaille aussi bien seul pour la scène alternative (Black Velvet, 2007) qu'en collaboration avec divers scénaristes pour des éditeurs de séries de genre grand public comme Eura Editoriale (it) (John Doe (it)) ou Sergio Bonelli Editore (Orphelins (it), Dylan Dog, etc.).

## Récompense
- 2005 : Prix Nuove Strade remis par le Napoli Comicon (it) pour ses premiers travaux